# Кэнди, Брук
Брук Кэнди (настоящее имя: Брук Дайан Кэнди, англ. Brooke Dyan Candy, род. 20 июля 1989, Окснард, Калифорния, США) — американская певица и танцовщица. Прославилась благодаря участию в съемке видеоклипа Граймс «Genesis».

## Биография
Брук Кэнди родилась в небольшом городе Окснард, штат Калифорния. Выросла в пригороде Лос-Анджелеса, в Агура-Хиллз, в довольно обеспеченной семье итальянско-еврейского происхождения. Отец — финансовый директор журнала Hustler, мать — детская медсестра. Воспитана Брук была довольно странно: в детстве она часто бывала в офисе отца, где кругом лежали фаллоимитаторы и порно-журналы. Её родители, поняв, что стали совсем разными, развелись, когда Брук было еще 8 лет.
Окончив школу, Брук поняла, что не вписывается в общество «богатых», поэтому она отправилась со своим другом-геем в Сан-Франциско, где начала вести свой довольно успешный фото-блог на «Tumblr». Вернувшись обратно в Лос-Анджелес, Брук поругалась со своей матерью и была выгнана из дома за свою нетрадиционную ориентацию. Сначала Кэнди устроилась на работу в журнал Hustler, затем продавала марихуану. Жить в это время ей приходилось в своём автомобиле. Несмотря, что отец Брук «большая шишка», он никогда ей не помогал. Тогда Брук познакомилась со многими интересным людьми, в том числе с Лабаной Бабалун — девушкой, работающей танцовщицей в ночном клубе. Брук, долго не думая, стала танцовщицей и устроилась в бар «Cheetah’s».

## Карьера
Свою рэп-карьеру Брук начала еще в 2011 году, когда начала публиковать на своём блоге «Tumblr» первые композиции из так и не вышедшего обещанного микстейпа. В 2012 году начала выступать в ночных гей-клубах вроде «Mustache Monday’s» в Лос-Анджелесе и «WestGay» в Нью-Йорке. Андерграундное общество приняло её довольно тепло, приняв её «за свою».
Летом 2012, в одном из клубов Лос-Анджелеса, Брук познакомилась с певицей Grimes. Та, обратив внимание на нестандартный образ Брук, пригласила сняться рэпершу в своём новом музыкальном видео «Genesis», что стало невероятным толчком в будущем формировании карьеры Кэнди.
В том же 2012 году рэперша выпустила свой первый интернет-хит «Das Me», который стал гимном ЛГБТ-сообщества и феминисток в интернете. Дайан решила на этом не останавливаться и продолжила записывать новые композиции, выпуская вместе с ними противоречивые видеоклипы из разряда NSFW («not safe for watching») : «Everybody Does», «I Wanna Fuck Right Now», «Pussy Make The Rules» и «Dumb».
В 2013 году исполнительница познакомилась с певицей Сией, та связалась с ней через почту и предложила написать для Кэнди несколько песен. Как позже говорила Дайан в одном из своих интервью в 2014 году: «Я сначала думала, что надо мной решили подшутить, как делают интернет-тролли; в первом письме Сие я послала ее и сказала, чтобы она больше мне не писала. Но после этого она написала мне снова и тогда я уже поняла, что это не шутка». В мае того же 2013 девушки начали сотрудничать и записывать свои первые наработки. Сия познакомила Кэнди со многими именитыми продюсерами, а также предложила подписать контракт с лейблом, на котором Сия сама и была, «RCA Records».
В феврале 2014 года Кэнди подписала свой первый контракт с «Sony» на 1 миллион долларов, чем была неимоверно довольна. Как позже сказала сама Дайан, ей постоянно отказывали другие лейблы и она не могла поверить, что теперь она имеет достаточно средств для осуществления всех своих идей.
После подписания контракта, через 3 месяца, девушка представила свой первый мини-альбом, спродюсированый Сией и Дипло: наработки, над которыми она работала полтора года.

## Личная жизнь
Кэнди откровенно пансексуальна и цитирует Lil’ Kim как вдохновение для её рэп-техники и непочтительного образа. Она также выражает сильные феминистские идеалы.

## Дискография
- Sexorcism (2019)
- Candyland (2024)
- Spiral (2024)